# نيازي
نيازي (بالأذرية:  Niyazi Zülfüqar oğlu Tağızadə- Hacıbəyov) - اسمه بالكامل هو نيازي تغيزاده - حاجيبايوف ظولفوقار أوغلو، ومشهور بأسم مايسترو نيازي، ملحن وقائد اركسترا أذربيجاني وسوفيتي.
ولد في 20 أغسطس 1919 في مدينة تفليس وهو قائد أوركسترا الأصل أذربيجاني.
فنان الشعب للإتحد السوفيتي (عام 1959), بطل العمل الاشتراكي السوفيتي عام (1982), الحائز على جائزة ستالين من الدرجة الثانية (عام 1951-1952)

## حياته
ولد نيازي 20 أغسطس، عام 1984, في مدينة تفليس.
في عام 1921, عزف على الكمان في الأوركسترا التركية العسكرية.
كان رئيس لقطاع العلوم والفن والأدب للمفوضية الشعبية والتعليم في داغستان، بين عامين 1932-1933.
كان رئيس قسم الموسيقي لاستوديو السينما أذربيجان، بين عامين 1935-1937.
كان رئيس فنية في الفن المنوغات الولة الأذربيجان، بين عامين 1937-1938.
في 1938-1944 - كانت نائب رئيس اللجنة المنظمة، منذ عام 1956 - عضو في مجلس اتحاد الملحنين
لاتحاد الجمهوريات الاشتراكية السوفيتية ألآذربيجان.
كان قائد اركسترا رئيسي في مسرح مارينسكي – مسرح دولة لينينغراد (سانت بطرسبرغ) للأوبرا والباليه.
منذ عام 1979, كان رئيس فيلهارموني دولة أذربيجان.
تجول إلى الدول الأجنبية: براغ، برلين، بودابست، بوخارست، نيويورك، باريس، إسطنبول، طهران، لندن وبكين.
مات في 20 أغسطس، عام 1984 في مدينة باكو، دفن في الممشى الفخرية، في مدينة باكو.
تم افتتاح تمثال نيازي في باكو، عام 2017.

## أسرته
- ابه - زولفوقار حاجيبايوف (1884-1950), ملحن، تكريم الفنان لاتحاد الجمهوريات الاشتراكية السوفيتية ألآذربيجان (1943)
- عمه – عزير حجيبكوف (1885-1948), ملحن، فنان الشعب للإتحد السوفيتي (1938)
- زوجته – برييات مرادوفا – (1914-2001), فنانة، فنانة الشعب للإتحد السوفيتي (1960)
- زوجته منذ عام 1933 – حجار حاجيبايوفا

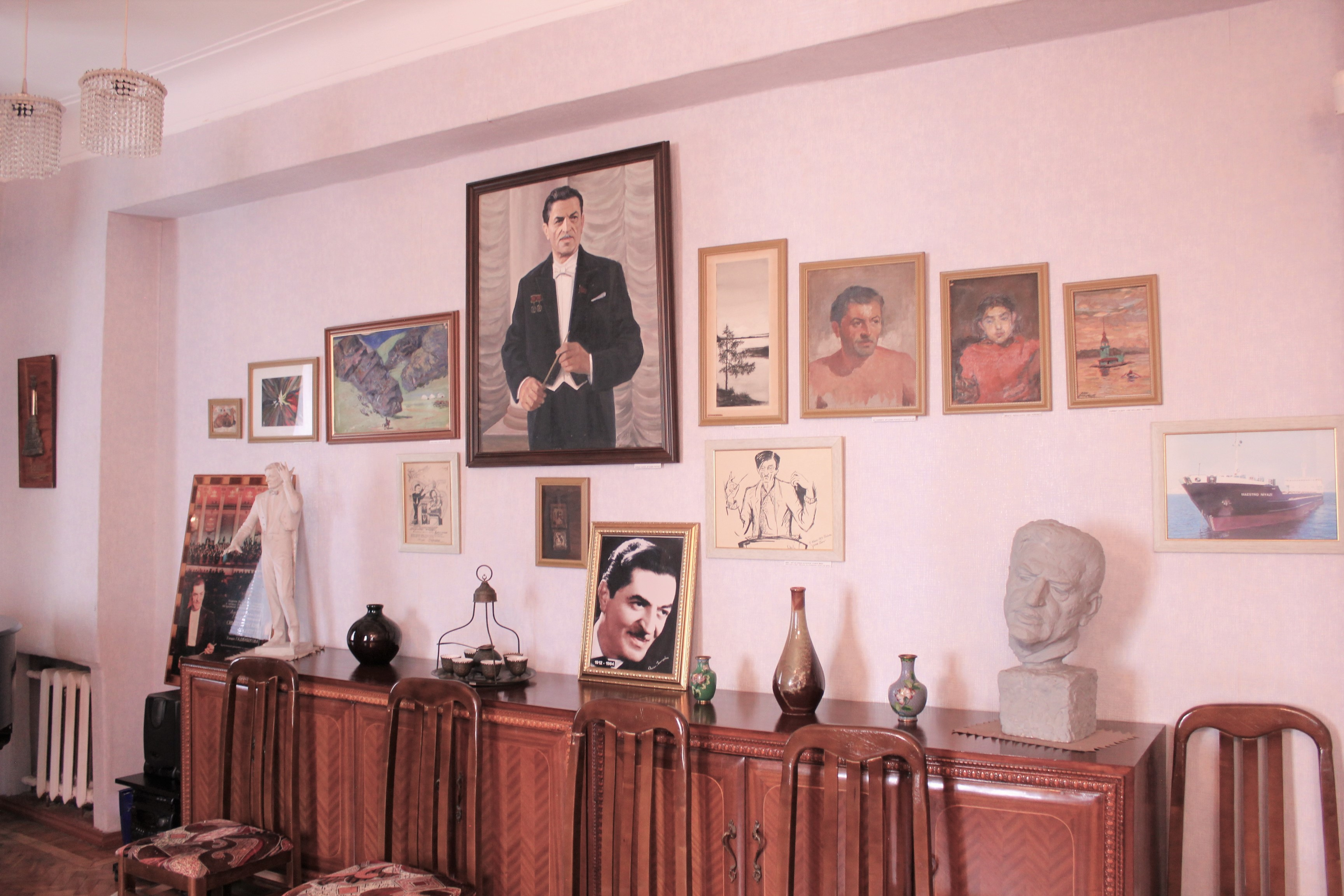
بيت المتحف نيازي في باكو

## الحياة العملية

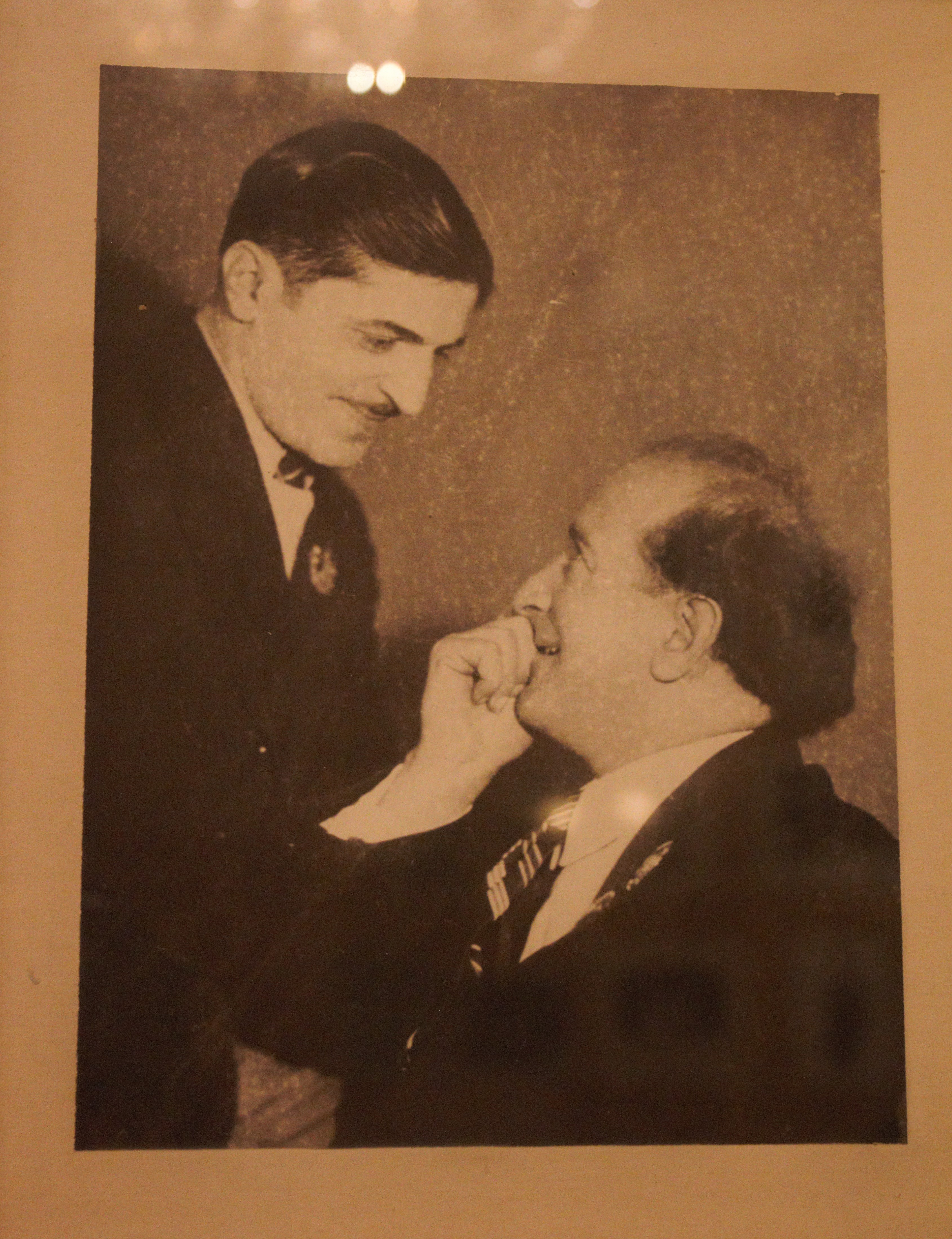
نيازي و بولبول

### الأبرات
- «نارجيز» مسلم ماقوماييف (1938)
- «كوروغلي» عزير حجيبكوف (1937)
- «الوطن» قار قاراييف (1945)
- «سيفيل» (1959)
- «يوكيني أونيجين» تشايكوفسكي
- «ملكة البستوني» تشايكوفسكي
- «مصير الإنسان» دزرجينسكي
- «أمل سفيتلوف» دزرزينسكي
- «كارمن» بيزي
- «بوهيمة» بوجيني
- «العروس المباعة»
- «عايدة» فيردي.

## روابط خارجية
- نيازي على موقع IMDb (الإنجليزية)
- نيازي على موقع ميوزك برينز (الإنجليزية)
- نيازي على موقع ديسكوغز (الإنجليزية)
- نيازي على موقع كينوبويسك (الروسية)